# Hermann Hofer (Romanist)
Hermann Hofer, Pseudonym Charles Ofaire, (* 16. Dezember 1938 in Bern) ist ein Schweizer Romanist, Musikwissenschaftler und Schriftsteller.

## Leben
Hermann Hofer, der aus einer Berner Molkerei- und Käsereibesitzerfamilie stammt, wuchs zweisprachig im bikulturellen Milieu seiner Geburtsstadt Bern und den angrenzenden Regionen Jura und Franche-Comté auf. Er studierte Romanistik, Germanistik, Philosophie sowie Musik- und Kunstwissenschaft in Frankreich und in der Schweiz und wirkte von 1961 bis 1974 als Lehrer in Brienz BE, Signau, Saint-Denis und Bern. 1968 promovierte und habilitierte er bei Pierre-Olivier Walzer über das Werk des französischen Schriftstellers Jules Amédée Barbey d’Aurevilly.
Im Jahr 1974 erhielt er einen Ruf als Professor für französische und provenzalische Literaturwissenschaft an die Philipps-Universität Marburg, an der er bis 2004 forschte und lehrte. Er fungierte wiederholt als Dekan des Fachbereichs Fremdsprachliche Philologien und als geschäftsführender Direktor des Instituts für Romanische Philologie. Seit seiner Emeritierung engagiert er sich verstärkt auf künstlerischem Gebiet und schreibt Romane, Theaterstücke und Gedichte. Die schriftstellerischen Werke sind unter dem Pseudonym Charles Ofaire erschienen. Sein Vorlass befindet sich in der Burgerbibliothek Bern.
Hofer ist in zweiter Ehe mit der Ärztin Margret Riegels verheiratet und lebt in Marburg. Aus seiner ersten Ehe hat er zwei Töchter und einen Sohn.

## Wirken
Hermann Hofers Unterricht umfasste alle Perioden der französischen Literatur vom 12. bis zum 20. Jahrhundert sowie die altprovenzalische Lyrik der Troubadors. Darüber hinaus führte er auch Veranstaltungen über die französische Oper und zu komparatistischen Themen durch, oft in Kooperation mit Kollegen aus benachbarten Fächern wie Germanistik, Kunstgeschichte oder Politologie. Während langer Jahre war Hofer gewählter Korrespondent der Société d’Histoire Littéraire de la France, der Société Française d'Etude du XVIIIe siècle und der Société des Etudes Romantiques, dazu Mitherausgeber der Fachzeitschrift Lendemains sowie der ersten kritischen und kommentierten Gesamtausgabe der Correspondance Générale von Barbey d’Aurevilly.
Er schrieb Bücher und Einzelstudien über Balzac, Barbey d’Aurevilly, Hector Berlioz, Bernanos, Robert Brasillach, Max Brod, Choderlos de Laclos, Colette, Descartes, Dostojewskij, Dumas, Théophile Gautier, Diderot, Gotthelf, Guérin, E.  T.  A. Hoffmann, Jules Janin, Jacques Offenbach, Romain Rolland, Louis-Sébastien Mercier,
Giacomo Meyerbeer, Pascal, Nietzsche, Charles Nodier, Jean Richepin, Françoise Sagan, Rétif de la Bretonne, Frédéric Soulié, Stendhal, Charles de Villers, Voltaire sowie über die Französische Frühromantik, die Literatur der Französischen Revolution, Literatur und Faschismus in Frankreich (1933 bis 1944), Literatur und Musik in Frankreich im 19. Jahrhundert, über Librettologie und über die französische Musikkritik.
Er übertrug Texte von Barbey und Nodier ins Deutsche und von Sigmund Freud und Franz Kafka ins Französische. Er war Organisator oder leitender Mitveranstalter mehrerer Kongresse etwa zu Charles Nodier (Besançon 1980), Barbey d’Aurevilly (Paris 1989), Werner Krauss (Marburg 2000) und Hector Berlioz (Essen-Werden 2003, zusammen mit Matthias Brzoska und Nicole Strohmann). Viele seiner Projekte wurden durch die Deutsche Forschungsgemeinschaft und das Pariser Centre national de la recherche scientifique sowie durch den Schweizerischen Nationalfonds finanziell gefördert. Zu den internationalen Forschungsunternehmen, an denen Hofer mitwirkte, gehören das Dictionnaire Berlioz, Musik in Geschichte und Gegenwart, Pipers Enzyklopädie des Musiktheaters, Le Préromantisme und das Lexikon der Oper. Hofer ist Mitglied im DeutschSchweizer PEN Zentrum.

## Publikationen (Auswahl)

### Als Autor
- Barbey d'Aurevilly: romancier. Francke, Bern 1974.
- Louis-Sébastien Mercier précurseur et sa fortune. Fink, München 1977.
- Charles Nodier, Frauen und Literatur, Aussenpolitik. Rugenstein, Köln 1982 (= Lendemains 7 (1982), Heft 25/26).
- Werner Krauss: Literatur, Geschichte, Schreiben. Francke, Tübingen 2003.
- Zusammen mit Matthias Brzoska und Nicole Strohmann: Hector Berlioz: ein Franzose in Deutschland.  Laaber-Verlag, Laaber 2005.
- Der letzte Auftritt des Herrn Mercier oder Das Mahl. Basilisken-Presse, Marburg an der Lahn 1995.
- Berns verlorene Kindheit. Axel Dielmann Verlag, Frankfurt am Main 2009.
- Ich, die Fransentochter: ein ruhiges Tagebuch aus dem Jahr 1989. Axel Dielmann Verlag, Frankfurt am Main 2012.
- Moi, la paumée: scènes en porcelaine. Société des écrivains, Paris 2012.
- Abflughafen für Schliessfachgedichte. Edition Splitter, Wien 2017.
- Moi, Fouquet, peintre du roi: journal intime. Éditions Pierre Philippe, Genf / Paris 2018.
- Der Tag hat keine Türe: (Weggedichte). Blaues Schloss Marburg, Marburg 2020.

### Als Übersetzer
- Jules Amédée Barbey d'Aurevilly: Ein verheirateter Priester: Roman. Manesse-Verlag, Zürich 1968.
- Charles Nodier: Die Krümelfee und andere Erzählungen. Manesse-Verlag, Zürich 1979.

## Ehrungen
- Prix Barbey d’Aurevilly (1968)
- Träger des Ordre des Palmes Académiques (Chevalier, 1986)
- Ehrenmitglied der Société Marc-Antoine Charpentier (2004)
- Mitglied der Ehrenlegion (Chevalier, 2006)